# آلپارسلان یامانوغلو
آلپارسلان یامانوغلو (Alparslan Yamanoğlu) یک کاراته کا اهل ترکیه است. در مسابقات کاراته قهرمانی جهان ۲۰۱۸، که در مادرید، اسپانیا برگزار شد، وی یکی از مدال‌های برنز را در کومیته ۸۴+ کیلوگرم مردان بدست آورد. وی همچنین در مسابقات کومیته تیمی مردان به مدال نقره دست یافت.